# Schmiedrued
Schmiedrued is een gemeente en plaats in het Zwitserse kanton Aargau en maakt deel uit van het district Kulm.
Schmiedrued telt 1.183 inwoners.